# Struga Wiśnica (dopływ Parsęty)
Struga Wiśnica (pot. Pliśnica) – struga, lewy dopływ Parsęty o długości 8,52 km i powierzchni zlewni 15,21 km².
Struga płynie w powiecie szczecineckim. Ma źródło na południowym skraju wsi Knyki, w pobliżu wsi Śmilcz. Przepływa przez Knyki i Stary Chwalim.